# خشب البقم
البَقَم أو خشب البَقَم أو بقم أسود هو خشب يُؤخذ من لب شجرة تنتمي إلى فصيلة البازلاء، تنمو في المناطق الاستوائية من أمريكا الوسطى والمكسيكوأمريكا الشمالية وجزر الهند الغربية. يحتوي قلب جذع هذه الشجرة على خشب ذي اللون برتقاليٍّ زاهٍ، إلا أنه إذا تعرض للهواء يتحول إلى اللون الأحمر، ثم يصير لونه في النهاية أسود مائلاً للحمرة. وخشب هذه الشجرة صلب وثقيل للغاية. ويُشحَن إلى السوق في صورة قطع من جذوع الأشجار.

## الأستخدامات
يُستخدم البُقََّّم بصفة أساسية في صناعة الأصباغ والمواد المُلونة والأحبار. كما يقوم العمال باستخلاص مادة تُسمى الهيماتوكسالين
من هذه الأشجار عن طريق غلي قطع من أخشابها في الماء. ويمكن تحويل الأصباغ التي يطلق عليها أيضًا اسم أصباغ البقَّم إلى درجات أفتح من اللون الأحمر بإضافة الحموض إليها. كما يمكن إنتاج هذه الأصباغ بعدة ألوان أو بدرجات أغمق من اللون الأحمر أو الأزرق أو لون ارجواني

## التصدير
قامت أنجولا بتصدير كميات من خشب البقم، الذي تستخدم خلاصته في صناعة الأصباغ الطبيعية، إلى كل من الصين وتركيا هذا العام تزيد على ألف متر مكعب، وأوضح المسؤول الانجولي، في تصريحات لوسائل الإعلام المحلية، أن إقليم بنجو هو مركز التصدير الأساسي لهذه الاخشاب القادمة من الأقاليم المجاورة.
وقال فوست كيساك نجونجا المدير الإقليمي للزراعة في إقليم بنجو الشمالي إن قطاع استكشاف الاخشاب في الإقليم بدأ في إنتاج العينات الأولى في عام 2013 ، مشيرا إلي أنه تم خلال عام 2015 تصدير كميات من هذه النوعية من الأخشاب إلى كل من إيطاليا والبرتغال والإمارات العربية المتحدة وإسبانيا